# Gołubino (obwód biełgorodzki)
Gołubino (ros. Голубино) – wieś w Rosji, w obwodzie biełgorodzkim, w rejonie nowooskolskim. W 2010 liczyła 1154 mieszkańców.